# Kharkov KhAI-5
Il Neman R-10 (conosciuto anche come KhAI-5, in caratteri cirillici ХАИ-5) era un monomotore da attacco al suolo ad ala bassa progettato dall'OKB 135 diretto da Iosif Grigorevič Neman e sviluppato in Unione Sovietica nella seconda metà degli anni trenta del XX secolo.

## Storia del progetto
Negli anni trenta del XX secolo l'ufficio tecnico aeronautico dell'università di Kharkov (Kharkovskiy Aviatsionniy Istitut, OKO 135) era diretto dall'ingegnere Iosif Grigorevič Neman. Nel 1936 l'aeronautica militare sovietica emise un requisito relativo ad un aereo da ricognizione con secondarie capacità di appoggio tattico e bombardamento leggero, denominato “Ivanov”, che prevedeva, con suggerimento non vincolante, l'utilizzo di un motore Mikulin AM-34FRN a 12 cilindri erogante 1.200 CV. Per questo ruolo Neman aveva già in fase di sviluppo il modello KhAI-5 dotato però di motore radiale, e un KhAI-6 di dimensioni più contenute, destinato a ricoprire solo il ruolo di ricognitore tattico, già collaudato per il concorso emesso nel 1935 ma non riprodotto in serie. 
A questo requisito risposero 6 uffici tecnici, Neman, Grigorovich, Ilyushin, Kocherigin, Polikarpov, e Sukhoi. Finalisti furono i modelli KhAI-5 di Neman e R-9 di Kocherigin, con vincitore il primo, che aveva compiuto il primo volo nel giugno 1936. Il primo esemplare di serie dello R-10 (R stava per Razvedchyk, ricognizione) uscì dalla fabbrica il 1 maggio 1937.

## Descrizione tecnica
Aereo da ricognizione e bombardamento leggero, biposto, monomotore. La costruzione era lignea, con le superfici mobili realizzate in metallo e rivestite in tela. L'ala bilongherone era bassa a sbalzo e rivestita da pannelli di compensato dello spessore di 1,5-2 mm. La sezione centrale dell'ala era un pezzo unico con la fusoliera del tipo monoscocca, e rivestita in compensato.
Il motore era un radiale Shvetsov M-25 a 9 cilindri, raffreddati ad aria, erogante la potenza di 730 CV a 0 m. L'elica era una bipala metallica ViSh-6 a passo variabile in volo. Il rapporto peso:potenza era di 3,9 kg/CV. Il propulsore era racchiuso da una cappottatura NACA. La capacità massima di carburante era di 360 litri, cui si aggiungevano 30 kg di olio motore Il carburante era immagazzinato in quattro serbatoi: due alari e due fusoliera, non protetti. La velocità massima a livello del mare era pari a 340 km/h, mentre la salita a 1 000 m avveniva in 2' 24" e a 5 000 m in 12 minuti.
Il carrello di atterraggio era triciclo, posteriore, retrattile per le gambe principali, e ruotino di coda, della misura di 300x125 mm, non retrattile.
L'armamento era composto da 2 mitragliatrici Shpitalniy-Komaritski ShKAS calibro 7,62 mm con 450 colpi per arma, installate alla radice delle semiali, e una terza ShKAS da 7,62 mm con 600 colpi, brandeggiabile dalla torretta posteriore MV-3. In volo tale torretta rientrava parzialmente all'interno della fusoliera per migliorare l'aerodinamica del velivolo. Il pilota utilizzava un mirino ottico OP-1 per sparare con le mitragliatrici montate sulle ali. Il carico di caduta era pari a 300 kg suddiviso in 6 bombe FAB 50 da 50 kg.

## Impiego operativo

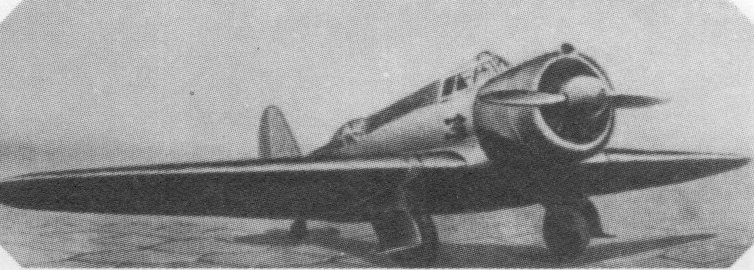
Un Neman R-10 fotografato a terra.

La produzione di serie avvenne negli stabilimenti di Kharkov e Saratov, e riguardò 1 prototipo e 493 esemplari di serie. Il primo esemplare di serie, R-10 n.135001, andò in volo per la prima volta il 4 maggio 1937, verso le 19:00, con il pilota collaudatore della fabbrica P.I. Kotov per una durata di 15 minuti. I primi collaudi ebbero successo, e durante il quarto volo, il 20 maggio, Kotov collaudò in aria la retrazione del carrello di atterraggio. All'inizio del mese di giugno vennero consegnate altre due macchine, e ai collaudi si unì il pilota collaudatore della missione militare, capitano I.P. Burylin.
Nel giugno 1937, un R-10 volò sull'aeroporto di Shchelkovo presso l'Istituto di ricerca della V-VS, e durante i voli di collaudo militari emerse la difficoltà del velivolo ad uscire dalla vite, per cui Neman dovette installare un serbatoio d'acqua anti-rotazione sull'aereo dietro il sedile del navigatore. Il serbatoio dell'acqua, sganciabile in volo in caso di difficoltà a uscire dalla rotazione, cambiò il baricentro dell'aeromobile del 7-8%.
Il pilota collaudatore A.K. Dolgov confermò che così l'aereo usciva facilmente dalla rotazione, soddisfacendo tutti gli standard di sicurezza in volo, ma emersero molti difetti di progettazione, comprese le rotture del punto di attacco del ruotino di coda, che testimoniavano una scarsa cura nella produzione in serie. Il Comitato per la Difesa del Consiglio dei Commissari del Popolo dell'URSS, presieduto da V.M. Molotov, decise di avviare la produzione in serie il 20 luglio successivo, dopo aver visto il rapporto redatto da capo dell'Aeronautica dell'Armata Rossa Yakov Alksnis. Nel suo rapporto Alksnis raccomandava che il progettista lavorasse al fine di aumentare la velocità massima del nuovo aereo fino a raggiungere i 450-480 km/h, ma la cosa non ebbe seguito.
Nel settembre dello stesso anno gli aerei furono trasferiti alla 43ª Brigata d'aviazione del distretto aeronautico di Kharkov, al comando dell'Eroe dell'Unione Sovietica Nikolaj Petrovič Kamanin, e i collaudi militari continuarono sino al mese di dicembre. I piloti militari notarono che lo R-10 possedeva una alta velocità, facilità di controllo e stabilità in volo, si distingueva per la sua manovrabilità e eseguiva bene tutte le acrobazie aeree. Tra le carenze, il motore M-25V tendeva a surriscaldarsi durante le ore calde della giornata, il che rendeva necessario volare in aereo la mattina presto o la sera. I piloti della V-VS scoprirono oltre 100 diversi difetti di fabbricazione del velivolo, compresi alcuni che minacciavano la sicurezza in volo e riducevano le prestazioni. Per eliminare le osservazioni dei piloti e dei tecnici dell'aeronautica fu nominato responsabile per la produzione in serie dello R-10 nello stabilimento n.135 l'ingegnere progettista G.A. Novyak. Per accelerare l'attuazione delle modifiche sui veicoli in produzione, nel novembre 1937, per ordine di Mosca, la fabbrica SKTB fu subordinata alle esigenze di Neman. Alla fine del 1937, l'impianto ricevette le prime torrette parzialmente retrattili MV-3 al posto delle precedenti MV-2, e nuovi equipaggiamenti.
Dopo il completamento delle modifiche installate, il velivolo fu collaudato sul sito di prova di Noginsk nel febbraio 1938 superando la prova. Tuttavia, i primi 26 R-10 seriali con motori M-25A, costruito dalla fabbrica n. 135 nel 1937, disponevano ancora della torretta MV-2. Su richiesta della V-VS, a partire dallo R-10 n.1/1, venne aggiunto, montato nella fusoliera dietro il sedile del pilota, un serbatoio di carburante della capacità di 164 litri. Dall'esemplare n.1/4 vennero installati alettoni e timoni dotati di telaio in tubi di duralluminio, rivestiti di tessuto. Dall'esemplare n.1/10 fu montata la nuova elica metallica a due pale con passo variabile VISH-6, riuscendo ad ottenere una elevata velocità massima e allo stesso tempo buone caratteristiche di decollo e atterraggio. Dall'esemplare 3/4 la coda, invece che in legno massello, fu realizzata con tubi in duralluminio e dal n.3/5 i serbatoi di carburante saldati vennero sostituiti con altri rivettati. Dall'esemplare n.4/1 fu installato un nuovo collettore di scarico. In seguito ad un incidente avvenuto il 24 dicembre 1937 con la morte di due piloti collaudatori, e al seguente rapporto negativo da parte del KGB locale, Neman fu arrestato l'11 novembre 1938.
Il velivolo era stato presentato ufficialmente al pubblico in occasione della parata militare del 1º maggio 1938, e durante la preparazione dell'evento, nel mese di aprile su un R-10 era rimasto ferito il nuovo vicecapo dell'aviazione dell'Armata Rossa comandante di corpo Jakov Vladimirovič Smuškevič, Eroe dell'Unione Sovietica.
Alla fine del 1938, l'OKO 135 fu posto sotto la guida del progettista A. A. Dubrovin, arrivato direttamente da Mosca, a cui fu affidata tutta la responsabilità della messa a punto dell'R-10 e delle sue modifiche. Secondo il piano, l'impianto di produzione avrebbe dovuto produrre 200 R-10, ma ne vennero realizzati solo 100. I lavori di riprogettazione per l'eliminazione dei difetti emersi si conclusero nell'aprile 1939, dopodiché riprese la piena produzione in serie. Sull'aereo erano stati installati nuovi serbatoi autosigillanti e blindature sul sedile di pilotaggio, il peso di un aereo vuoto sia aumentato ancora una volta di quasi 30 kg, anche se con il miglioramento della qualità di produzione e l'adozione di alcune soluzioni progettuali, la velocità massima e la velocità di salita dell'aeromobile erano aumentate.
L'R-10 n.2/14 con motore M-25V, durante i collaudi, raggiunse la velocità di 342 km/h e 379 km/h ad una altitudine di 5 000 m, ma essi non soddisfacevano più le esigenze operativa del 1939 e in futuro l'aereo poteva essere utilizzato solo per l'addestramento operativo. Il modello R-10M-25V è rimase in produzione fino al settembre 1939, e in totale quell'anno furono consegnate 230 velivoli. Di questi, 205 velivoli furono assegnati all'Aeronautica Militare e 21 all'aviazione della Marina Militare. Venne realizzato anche un prototipo designato KhAI-5bis, dotato del più potente propulsore M-25E con cui toccò la velocità massima di 425 km/h, ma che non venne riprodotto in serie. Un'ulteriore evoluzione fu il KhAI-52, equipaggiato con motore M-63 da 900 CV, armato con 6 mitragliatrici in caccia e un carico bellico massimo di 400 kg. Di tale evoluzione fu ordinata la produzione di una preserie di 10 aerei, ma causa dell'arresto di Neman la produzione del KhAI-52 fu improvvisamente cancellata a favore di quella del Sukhoi Su-2.
Tra il maggio e il settembre 1939 vi fu il primo impiego bellico durante l'incidente di Nomohan con il Giappone, con i velivoli trasferiti smontati, via ferrovia. Tali aerei arrivavano nell'area desertica di Tamtsak-Bulak dove brigate di assemblatori della fabbrica li rimontavano e li prepararono per andare in volo voli nel più breve tempo possibile. Il duro lavoro dei lavoratori dell'impianto ottenne la gratitudine del locale comando dell'Armata Rossa. Seguì poi la breve partecipazione alla campagna di Polonia (settembre 1939) cui seguì quello, più impegnativo, nella guerra d'Inverno (novembre 1939-marzo 1940) con la Finlandia. Qui gli aviatori sovietici dovevano operare in condizioni estremamente difficili, volando in missione di ricognizione e di attacco contro la Linea Mannerheim in condizioni di bassa nuvolosità, temperature fino a -50°, tempeste di neve e venti artici. Nel 1940 la V-VS cedette, per impiego civile, 60 esemplari alla compagnia di bandiera Aeroflot che con la designazione PS-5 li utilizzò per il trasporto della posta o di un massimo di tre passeggeri sulle rotte civili.
All'inizio dell'operazione Barbarossa, il 22 giugno 1941, data dell'entrata dell'Unione Sovietica nella seconda guerra mondiale, gli aerei di questo modello in linea erano 180, e furono utilizzati a consumazione, venendo definitivamente ritirati dalla prima linea nel corso del 1943, anche se ancora nel corso nel maggio-giugno 1944 qualche esemplare veniva utilizzato in combattimento nel settore finlandese. La radiazione degli ultimi esemplari risulta essere avvenuta nel corso del 1949.

## Utilizzatori
Unione Sovietica
- Sovetskie Voenno-vozdušnye sily
- Aviacija voenno-morskogo flota
- Aeroflot

### Annotazioni
1. ↑  Designato anche TsKB.7.
2. ↑  Vittima della grandi purghe staliniane Alknis fu fucilato nel 1938.

### Fonti
1. 1 2 3 4 5  Sgarlato 2021, p. 41.
2. 1 2 3  Sgarlato 2021, p. 38.
3. 1 2 3 4 5 6 7 8 9  Sgarlato 2021, p. 40.
4. 1 2 3 4 5 6 7 8 9 10 11 12 13 14 15 16 17 18 19 20 21 22 23 24 25 26 27 28 29 30 31 32 33 34 35  Уголок неба.
5. 1 2 3 4  Web Archive.